# Lotouri
Lotouri är en ö i Finland.   Den ligger i kommunen Fredrikshamn i landskapet Kymmenedalen, i den södra delen av landet, 140 km öster om huvudstaden Helsingfors.
På Lotouri står en sektorfyr med samma namn som markerar farleden till Fredrikshamn.